# Дикки, Роберт Барри
Роберт Барри Дикки (англ. Robert Barry Dickey, 10 ноября 1811 года — 14 июля 1903 года) — канадский политический деятель. Является одним из отцов канадской конфедерации — принимал участие в первых двух из трёх конференций, предваряющих её образование.

## Биография
Роберт Барри Дикки получил образование в школах Труро и Уинсора. В 15 лет стал он стал изучать законы у Александера Стюарта. В 1834 и 1835 годах он стал адвокатом в Новой Шотландии и Нью-Брансуике, соответственно. Более 20 лет он проработал судьёй в графстве Камберленд, параллельно с этим ведя реестр завещаний. В результате своей успешной карьеры в 1863 году он стал королевским адвокатом.
В 1844 году он женился на дочери своего учителя, которую звали Мэри Блэр. Его сын, Артур Руперт Дикки, в 1894—1896 годах был в кабинете министров Канады, занимая посты министра внутренних дел и министра юстиции.

## Политическая карьера
С 1858 по 1867 годы Дикки был членом законодательного собрания Новой Шотландии. Он состоял в делегации, занимающейся вопросами строительства железной дороги между приморскими провинциями и провинцией Канада. Вместе с делегацией он побывал в Лондоне в 1858 и 1865 годах. Кроме того, Дикки был одним из директоров Электрической телеграфной компании Новой Шотландии.
В 1864 году Дикки был делегатом на Шарлоттаунской и Квебекской конференциях, которые вместе с Лондонской конференцией 1866 года дали основу Канадской конфедерации. Он посчитал, что квебекские резолюции ограничивают финансовые возможности его провинции, и стал противником объединения. Поэтому на Лондонскую конференцию вместо него поехал Джон Уильям Ритчи. Сам Дикки пересмотрел свою позицию после соответствующих изменений, сделанных в Лондоне.
В 1867 году он стал сенатором, представляя графство Камберленд. Он был одним из 12 сенаторов от Новой Шотландии. Дикки был сторонником консервативной политики.